# Гомер і Едді
«Гомер і Едді» (англ. Homer And Eddie) — кінофільм 1989 року режисера Андрія Кончаловського. Гран-прі Міжнароднього кінофестивалю в Сан-Себастьяні.

## Сюжет
Гомер (Джеймс Белуші) — доброзичлива, але психічно відстала людина, чиї розумові здібності розвинені на рівні дитини. Змалечку його кинули батьки через мозкову травму, що й зумовила його недугу. Він їде в дім батька, який лежить при смерті. Пограбований у дорозі, він зустрічає Едді (Вупі Ґолдберґ), смертельно хвору й озлоблену жінку, що втекла з божевільні. Їй однаково, куди їхати. Разом вони продовжують подорож…